# スリーファンキーズ
スリーファンキーズ（3 Funkies）は、1960年代に活躍した日本の男性アイドルコーラスグループ。　
スリー・ファンキーズやThree Funkysと表記する場合もある。　愛称は「スリファン」。 代表曲は『浮気なスー（悲しき恋の物語）』（ディオン&ザ・ベルモンツのカバー）、『涙のムーディー・リバー』、『ナカナカ見つからない』等。 当時の所属事務所は第一プロダクション。

## メンバー
- 長沢純 （リーダー）（ながさわ じゅん、本名：長澤 毅〔ながさわ つよし〕、1941年6月17日 - ）
解散後は長沢企画を設立し、同社代表取締役社長に就任。テレビ番組の司会者、俳優、タレントとして活躍した。 また一時期、川口晶と結婚していたが、1974年春に離婚。1年半後の1975年秋に別の女性と再婚した。
- 手塚しげお （てづか しげお、1942年1月27日 - 2004年2月4日）
当初は「手塚茂夫」と名乗っていた。解散後はソロ歌手を経て俳優に転向。
- 早瀬雅男 （はやせ まさお、1948年3月14日 - ）
当初は「早瀬高明」と名乗っていた。 解散後はグループ・サウンズ「ザ・ビーバーズ」のメンバー。

### 脱退メンバー
- 鎌田実 （かまた みのる）
レコードデビュー前に脱退
- 高橋元太郎 （たかはし げんたろう、本名：風間 元太郎、1941年1月15日 -　）
エレキバンド「ワゴンスターズ」の出身で、その当時は「高橋わたる」と名乗っていた。1962年6月、ソロ歌手転向のためにスリーファンキーズを脱退。その後俳優へ。
- 高倉一志 （たかくら ひとし、本名：菊地 健寿、1940年1月15日 - 2009年12月30日[1]）
1965年2月にグループを脱退し、「高倉健志」の名で俳優活動を開始。更に翌1966年からは「藤健次」へと改名した。 その後、俳優活動と並行して、シングル『男の門出』にて演歌歌手デビュー。 芸能界引退後は第一プロダクションのマネージャーに。

スリーファンキーズは男性3人組のグループだが、メンバーの脱退・加入を繰り返したためメンバー構成は3期に分かれる。

### 第一期メンバー

1962年。左から「けんちゃん、げんちゃん、じゅんちゃん」とのキャプションがあり、左から高倉一志（本名：菊地健寿）、高橋元太郎、長沢純。

- 長沢純
- 高橋元太郎
- 高倉一志

### 第二期メンバー
- 長沢純
- 高倉一志
- 手塚しげお

### 第三期メンバー
- 長沢純
- 手塚しげお
- 早瀬雅男

## 概要
- 日本の男性アイドルグループの元祖と位置付けられる存在で、1962年にデビューした「ジャニーズ」と共に、このジャンルの確立に多大な影響を与えた。

（「ジャニーズ」は、スリーファンキーズが若い女性から「身近な男の子」として絶大な人気を集めていた事に触発され、ジャニー喜多川が少年野球チームから選抜した4人で結成したグループである）

## 略歴
- 1960年1月、銀座のジャズ喫茶「テネシー」が行なったロック歌手募集に、長沢純、高橋元太郎、鎌田実の所属するそれぞれ別々のカントリー&ウエスタンバンドが合格した。ちなみに高橋は当時、高橋わたるの芸名で「ワゴンスターズ」というエレキバンドに所属していた。
- ある日、テネシーでのステージを観ていた日本テレビの売れっ子ディレクターによって、3つのバンドの中から長沢、高橋、鎌田の3名がそれぞれピックアップされる。そして、「お前ら、3人だからスリーファンキーズでいいか」と命名され、第一プロダクションに所属し、1961年2月、生放送のテレビ番組（番組名不明、司会はロイ・ジェームス。ホステス役は、後に小澤征爾夫人となった入江美樹）にてテレビデビューした。 長沢純曰く「音楽の基礎を学んでいた訳ではなかったので、出演者というより見学者の気分」でメインの出演者のバックで身体を動かしたり口パクでステージを行っていたのだが、身近な雰囲気が逆に視聴者に受け入れられて「あの後ろで踊っている男の子3人組について教えて欲しい」という問い合わせが日本テレビに殺到した[2]。
- 1961年夏に鎌田が抜け、高倉一志が加入。 同年8月、「日劇ウエスタンカーニバル」に初登場。
- 1962年1月、東芝音楽工業（後の東芝EMI→ユニバーサルミュージック）からアルバム『スリー・ファンキーズ・ヒット・パレード』でレコードデビュー。
- 同年3月、初の記念リサイタルを開催。
- 同年5月、1stシングル『でさのよツイスト』発売。
- 同年6月、高橋元太郎が脱退。
- 同年8月、テレビ番組『矢車剣之助』で活躍していた手塚茂夫（途中から手塚しげお）が加わり、第二期黄金時代を築く。
- 同年、「なんば花月」のこけら落し公演を、坂本スミ子らと務める。
- 1965年2月、高倉一志が抜け、早瀬高明（途中から早瀬雅男）が新たに加入。
- 1966年2月に解散。

## ディスコグラフィ

### シングル
- でさのよツイスト／アカパルコのお転婆娘（1962年5月、JP-5109）
- 涙の日記／恋の1ドル銀貨（1962年5月、JP-5121）
- スチール・ギターとワイン・グラス／恋の急行列車（1962年7月、JP-5135）
- かっこいい三度笠（高倉一志）／泣き虫街道（高倉一志）（1962年11月、JP-5162）
- ナカナカ見つからない／一人ぼっちがやになった（長沢純）（1962年11月、JP-5167）
- 心のとどかぬラヴレター／踊ろよ、ベイビー！（1963年1月、JP-5177）
- 恋人は海の彼方に／冷めたい街角（1963年3月、JP-5201）
- ラヴ／もゆる瞳（1963年5月、JP-5211）
- 若い湖（手塚しげお）／青春の並木道（手塚しげお）（1963年7月、JP-5222）
- 愛しておくれ（長沢純）／遠い昔に帰りたい（長沢純）（1963年7月、JP-5223）
- 想い出のダイアナ／若いみそらで（1963年8月、JP-5240）
- ドリーマー／ちょっぴり愛して（1963年10月、JP-5256）
- レッツ・メイク・メモリー／マクリントックのテーマ（1964年2月、TR-1029）
- 抱きしめたい／サウスタウンUSA（1964年4月、TR-1068）
- 明日のために（手塚しげお）／星に祈ろう（手塚しげお）（1964年5月、TR-1043）
- 駅前音頭／予備校ブルース（1964年8月、TR-1128）
- オンボログルマでスッとばせ／太陽の下のハイウエイ（1964年10月、TP-1002）
- GTOでぶっとばせ／ドゥ・ワ・ディディ・ディディ（1964年12月、TP-1024）
- 青春の夢のせて（手塚しげお）／遠い夜（手塚しげお）（1965年3月、TR-1073）
- ブットンダ／三年早いよ（1965年3月、TP-1076）
- カレン／ダンディー少佐マーチ（1965年5月、TP-1090）
- オン・ザ・ビーチ／青春の渚（1965年8月、TP-1115）
- オーオーオー／でっかい太陽（1965年9月、T`P-1138）
- スターズ・オン・スリーファンキーズ／遠い渚（長沢純）（1981年、TP-17252）

他

### アルバム
- スリー・ファンキーズ・ヒット・パレード（1962年1月、レコードデビュー作）
- スリー・ファンキーズ・ヒット・パレード 第2集（1962年8月）
- スリー・ファンキーズ・ヒット・パレード 第3集（1963年2月）
- スリー・ファンキーズ・リクエスト・タイム（1963年11月）
- スリーファンキーズ・コレクション（1996年7月10日、東芝EMI）

他

## 主な出演作品

### テレビ
- シャボン玉ホリデー （日本テレビ）
- ザ・ヒットパレード （フジテレビ）
- 若さで行こう（日本テレビ）
- 若い季節 （NHK総合）

### 映画
- 歌う明星 〜 青春がいっぱい （1962年7月8日公開、東映東京）
アイドル雑誌「明星」を舞台にしたミュージカル映画。当初の仮タイトルは『若さでいこうよ』だった。
- かっこいい若者たち （1962年8月12日公開、大映東京）（長沢・高橋・高倉）
- ハイハイ3人娘 （1963年、東宝）（長沢・高倉・手塚）
- 若い仲間たち うちら祇園の舞妓はん（1963年、東宝）（長沢・高倉・手塚）
- 喜劇 駅前音頭 （1964年8月11日公開、東京映画）